# Adachi (Familienname)
Adachi (jap. 足立, 安達, 足達, 安立, 阿達) ist ein japanischer Familienname.

## Herkunft und Bedeutung
Adachi ist ein Wohnstättenname, der je nach japanischer Schreibweise verschiedene Bedeutungen hat. Des Weiteren kann es ein Herkunftsname sein, der sich nach dem Siedlungsnamen Adachi (mehrfach in Japan) ableitet.

## Namensträger
- Buntaro Adachi (1865–1945), japanischer Anatom und Anthropologe
- Adachi Gen’ichirō (1889–1973), japanischer Maler
- Gorō Adachi (1913–1999), japanischer Skispringer
- Adachi Hatazō (1890–1947), japanischer General des Zweiten Weltkriegs
- Hirohide Adachi (* 1999), japanischer Fußballspieler
- Adachi Jukyu (1886–unbekannt), japanischer Generalmajor
- Adachi Juro (1888–1968), japanischer Generalmajor
- Adachi Katsumi (1886–1953), japanischer Generalmajor
- Ken Adachi (1929–1989), kanadischer Schriftsteller
- Adachi Kenzō (1864–1948), japanischer Politiker
- Adachi Kiyoshi (1914–??), japanischer Stabhochspringer
- Kiyoshi Adachi (Politiker) (* 1969), japanischer Politiker
- Adachi Kyuji (1899–1974), japanischer Generalmajor
- Mami Adachi (* 1996), japanische Tennisspielerin
- Masao Adachi (* 1939), japanischer Schriftsteller und Regisseur
- Miho Adachi (* 1979), japanische Kanutin
- Adachi Mineichirō (1870–1934), japanischer Jurist und Diplomat
- Mitsuru Adachi (* 1951), japanischer Manga-Zeichner
- Miyuki Adachi (* 1960), japanische Squashspielerin
- Motohiko Adachi (* 1940), japanischer Komponist
- Ryō Adachi (* 1969), japanischer Fußballspieler
- Adachi Saburo (1892–1977), japanischer Generalmajor
- Shin’ya Adachi (* 1957), japanischer Politiker
- Adachi Tadashi (1883–1973), japanischer Geschäftsmann
- Adachi Takehiko (* 1969), bürgerlicher Name des japanischen Sumōringers Asanowaka Takehiko
- Takumi Adachi (* 1966), japanischer Ringer
- Tomoya Adachi (* 1985), japanischer Marathonläufer
- Tsubasa Adachi (* 2000), japanischer Fußballspieler
- Tsutomu Adachi (1947–2004), japanischer Manga-Zeichner
- Adachi Yosuke (1896–1984), japanischer Generalmajor
- Yositaka Adachi, palauischer Politiker
- Yumi Adachi (Schauspielerin) (* 1981), japanische Schauspielerin und Sängerin
- Yumi Adachi (Synchronschwimmerin) (* 1989), japanische Synchronschwimmerin
- Yūsuke Adachi (* 1961), japanischer Fußballspieler
- Yūto Adachi (* 2000), japanischer Dreispringer